# Abgabenquote
Als Abgabenquote wird in der Steuerlehre und Volkswirtschaftslehre eine volkswirtschaftliche Kennzahl bezeichnet, die das Verhältnis der Steuern und Sozialabgaben zum Bruttoinlandsprodukt wiedergibt. 

## Allgemeines
Abgaben sind im Steuerrecht der Oberbegriff für Steuern, Beiträge, Gebühren und Sonderabgaben (§ 3 Abgabenordnung), sofern sie an ein öffentlich-rechtliches Gemeinwesen zu entrichten sind. Die hieraus ermittelte Abgabenquote hat primär den Zweck, die Steuerlast der Wirtschaftssubjekte (vor allem Privathaushalte und Unternehmen) zu ermitteln und zu vergleichen.   
In der Haushaltswissenschaft ist bei Privathaushalten die Abgabenquote das Verhältnis der Steuern und Abgaben zum Bruttoeinkommen. Auf der Makroebene einer Volkswirtschaft wird eine entsprechend höhere Aggregation auf das Bruttoinlandsprodukt vorgenommen.

## Ermittlung
Zur Ermittlung der volkswirtschaftlichen Abgabenquote {\displaystyle A_{r}} wird den Steuern {\displaystyle T} und Sozialabgaben {\displaystyle S} das Bruttoinlandsprodukt {\displaystyle BIP} gegenübergestellt:
{\displaystyle A_{r}={\frac {T+S}{BIP}}}.
Mit steigender Steuer- und/oder Abgabenlast erhöht sich die Abgabenquote und umgekehrt. Je höher das Wirtschaftswachstum ausfällt, desto geringer ist – ceteris paribus – die Abgabenquote. 
Insbesondere die Aggregation der Sozialabgaben kann enger oder weiter ausfallen, je nachdem, ob beispielsweise lediglich die Sozialbeiträge der Pflichtversicherung oder auch der freiwillig Versicherten einbezogen werden. So wiesen das Bundesministerium der Finanzen ebenso wie das Statistische Bundesamt im Jahr 2001 eine Abgabenquote von 40,8 % aus, während die OECD eine Quote von 36,8 % berechnete, wohingegen die Deutsche Bundesbank auf eine Quote von 42,3 % kam.
Wichtige Unterschiede ergeben sich aus der Zuordnung des Kindergeldes, der Eigenheimzulage und der Investitionszulage, die von der OECD aus Gründen der internationalen Vergleichbarkeit mit der Steuerschuld saldiert werden. Andererseits setzt die deutsche Regierung in der volkswirtschaftlichen Gesamtrechnung fiktive Beiträge zur Sozialversicherung für Beamte ein, wodurch sich die Abgabenquote erhöht. Die Bundesbank rechnet noch Einnahmen aus Staatsunternehmen und den Bundesbankgewinn hinzu.

## Steuerlastquote
Die Steuerlastquote {\displaystyle Sl_{r}} hat eine andere Bedeutung und zeigt die Steuern und Abgaben als Staatseinnahmen aus der Sicht des Staates. Sie ist das Verhältnis der Steuereinnahmen des Staates {\displaystyle T_{i}} zum Bruttoinlandsprodukt:
{\displaystyle Sl_{r}={\frac {T_{i}}{BIP}}}.
Sie sagt aus, welche Staatseinnahmen durch das Bruttoinlandsprodukt generiert werden können. 
Ähnlich ermittelt wird die Steuerquote, bei der jedoch eine einzelne Steuerart im Vordergrund steht.

## Internationaler Vergleich
Die Abgabenquote eignet sich besser für internationale Belastungsvergleiche als die Steuerquote, weil manche Länder wie Dänemark verstärkt Sozialleistungen aus dem Steueraufkommen erbringen, während in anderen Ländern die Finanzierung entsprechender Leistungen vorrangig aus der Sozialversicherung erfolgt. Ein weiteres Problem in internationalen Vergleichen ist, dass in Ländern wie USA oder Japan ein wesentlicher Teil der Sozialversicherungen privat organisiert ist.
Der OECD-Ländervergleich weist in der Zeitreihe folgende Abgabenquoten (in %) aus:
| Staat                  | 1975 | 1985 | 1990 | 1995 | 2000 | 2005 | 2006 | 2021 |
| ---------------------- | ---- | ---- | ---- | ---- | ---- | ---- | ---- | ---- |
| Belgien                | 39,5 | 44,4 | 42,0 | 43,6 | 44,8 | 44,8 | 44,5 | 42,9 |
| Dänemark               | 38,4 | 46,1 | 46,5 | 48,8 | 49,4 | 50,7 | 49,1 | 46,3 |
| Deutschland            | 34,3 | 36,1 | 34,8 | 37,2 | 37,2 | 34,8 | 35,6 | 39,5 |
| Finnland               | 36,5 | 39,7 | 43,5 | 45,7 | 47,2 | 43,9 | 43,5 | 42,2 |
| Frankreich             | 35,4 | 42,8 | 42,0 | 42,9 | 44,4 | 43,9 | 44,2 | 45,4 |
| Griechenland           | 19,4 | 25,5 | 26,2 | 28,9 | 34,1 | 31,3 | 31,3 | 38,7 |
| Italien                | 25,4 | 33,6 | 37,8 | 40,1 | 42,3 | 40,9 | 42,1 | 42,4 |
| Japan                  | 20,9 | 27,4 | 29,1 | 26,8 | 27,0 | 27,4 | 27,9 | 32,0 |
| Kanada                 | 32,0 | 32,5 | 35,9 | 35,6 | 35,6 | 33,4 | 33,3 | 33,5 |
| Luxemburg              | 32,8 | 39,5 | 35,7 | 37,1 | 39,1 | 37,8 | 35,9 | 39,2 |
| Niederlande            | 40,7 | 42,4 | 42,9 | 41,5 | 39,7 | 38,8 | 39,3 | 39,3 |
| Norwegen               | 39,2 | 42,6 | 41,0 | 40,9 | 42,6 | 43,5 | 43,6 | 39,9 |
| Österreich             | 36,7 | 40,9 | 39,6 | 41,2 | 42,6 | 42,1 | 41,7 | 42,4 |
| Polen                  | —    | —    | 36,2 | 31,6 | 33,9 | 32,5 | 34,2 | 35,4 |
| Portugal               | 19,7 | 25,2 | 27,7 | 31,7 | 34,1 | 34,7 | 35,7 | 34,8 |
| Schweden               | 41,3 | 47,2 | 52,2 | 47,5 | 51,8 | 49,5 | 49,1 | 42,9 |
| Schweiz                | 23,9 | 25,5 | 25,8 | 27,7 | 30,0 | 29,2 | 29,6 | 28,5 |
| Slowakei               | —    | —    | —    | —    | 33,8 | 31,8 | 29,8 | 34,7 |
| Spanien                | 18,4 | 27,6 | 32,5 | 32,1 | 34,2 | 35,8 | 36,6 | 37,8 |
| Tschechien             | —    | —    | —    | 37,5 | 35,3 | 37,5 | 36,9 | 34,9 |
| Ungarn                 | —    | —    | —    | 41,3 | 38,0 | 37,2 | 37,1 | 35,8 |
| Vereinigtes Königreich | 35,2 | 37,6 | 36,1 | 34,5 | 37,1 | 36,3 | 37,1 | 33,0 |
| Vereinigte Staaten     | 25,6 | 25,6 | 27,3 | 27,9 | 29,9 | 27,3 | 28,0 | 24,5 |

Die Sozialabgaben werden aus Vergleichsgründen einbezogen, um sowohl Staaten vergleichen zu können, deren Sozialsysteme auf dem Versicherungsprinzip beruhen, als auch jene Staaten zu erfassen, bei denen Sozialleistungen ausschließlich durch Steuern finanziert werden.

## Wirtschaftliche Aspekte
Je höher die Abgabenquote ist, umso geringer wird – bei gegebenem Bruttoeinkommen – das Nettoeinkommen und umgekehrt. Dies betrifft auch Unternehmen, bei denen das Bruttoeinkommen Gewinn vor Steuern und das Nettoeinkommen Jahresüberschuss heißt. Die Abgabenquote wirkt damit direkt auf das verfügbare Einkommen, das bei Steuererhöhungen sinkt und dadurch Konsum und Sparen eingeschränkt werden. Deshalb spielt die Abgabenquote bei der Standortwahl von Unternehmen eine bedeutende Rolle. Dabei ist jedoch zu bedenken, dass die Aussagekraft dieser Quote nicht sehr hoch ist. Staaten mit hohen Abgabequoten weisen möglicherweise hohe Subventionen oder günstige Abschreibungsmöglichkeiten bei Investitionen auf. Staaten mit hohen Abgabequoten gehören dessen ungeachtet zu den Hochsteuerländern, mit niedrigen zu den Niedrigsteuerländern oder Steueroasen.
Eine hohe Abgabenquote wird in der neoklassischen Wirtschaftstheorie gleichgesetzt mit umfangreicher staatlicher Umverteilung, geringeren ökonomischen Anreizeffekten und geringer Attraktivität des Produktionsstandorts aufgrund hoher Produktionsnebenkosten. Tatsächlich gehören ein Großteil der wirtschaftlich am weitesten entwickelten Staaten zu Staaten mit vergleichsweise hoher Abgabenquote.
Eine hohe Abgabenquote kann auch Folge einer atypischen Altersstruktur (umgekehrte Alterspyramide) einer Bevölkerung sein. Jede Abgabenquote löst (positive oder negative) ökonomische Anreizeffekte bei den Wirtschaftssubjekten aus, die zu Vergleichen fähig sind. Je nach Ausgestaltung des Abgabenrechts kann eine hohe Abgabenquote Steuervermeidungs-, Überwälzungs- und Abwanderungseffekte auslösen. Werden beispielsweise negative Umweltemissionen durch hohe Abgaben erfasst und führen diese zu Investitionen, die auf die Vermeidung der Umweltemissionen abzielen, so haben sie positive Anreizeffekte. Zur Vermeidung einer Abgabe, wie beispielsweise der LKW-Maut, müssen alle zur Verfügung stehenden Alternativen, wie Transport per Bahn, Schiff, Pipeline etc. in Betracht gezogen werden. Werden nur einzelne Alternativen selektiv mit einer Abgabe belegt, so besagt die Abgabe über die Abgabenquote noch wenig aus.
Wird der Produktionsfaktor Arbeit durch eine hohe Abgabenquote belastet, bewirkt dies durch höhere Arbeitskosten einen negativen Anreizeffekt zur Vermeidung oder Abwanderung von Beschäftigung (siehe Arbeitsmobilität). Da eine hohe Abgabenquote auch von einer geringen Steuerlastquote begleitet sein kann, besagt die Abgabenquote allein nur wenig über die relative Belastung eines Wirtschaftssubjekts.